# La seconda vita di Arturo Merril
La seconda vita di Arturo Merril (Sinners in Silk) è un film muto drammatico del 1924 diretto da Hobart Henley.
Il film è stato girato completamente negli studi della Metro-Goldwyn-Mayer a Culver City in California. È noto in Italia anche col titolo Peccatrici di lusso.

## Trama
Arturo Merrill, un anziano americano molto ricco, si reca in Europa per ricevere le cure del dottor Eustace, il quale gli ha promesso la giovinezza. La terapia ha un effetto sorprendente ed il ricco torna in America con l'intenzione di vivere una seconda giovinezza.

## Censura
La censura italiana impose sulla versione da distribuire sulla penisola le seguenti modifiche:
- Nel 1° atto sopprimere la scena in cui si vede Jarry Hall nel bagno che cerca di baciare Penelope Stevans.
- Nel 2° atto eliminare la parte in cui la protagonista brucia con la sigaretta i capelli all'uomo che legge sedutole accanto.
- Togliere la scena del giovane che si eccita guardando le gambe di una donna nonché quella dei due che si baciano in automobile.[1]